# Laongo-Taoré
Ne doit pas être confondu avec Laongo-Yanga.
Laongo-Taoré est une localité située dans le département de Nagréongo de la province de l'Oubritenga dans la région Plateau-Central au Burkina Faso.

## Santé et éducation
Le centre de soins le plus proche de Laongo-Taoré est le centre de santé et de promotion sociale (CSPS) de Nagréongo tandis que le centre médical avec antenne chirurgicale (CMA) de la province se trouve à Ziniaré.
Le village possède un centre permanent d'alphabétisation et de formation (CPAF).